# Kanton Orgon
Der Kanton Orgon war bis 2015 ein französischer Wahlkreis im Arrondissement Arles, im Département Bouches-du-Rhône und in der Region Provence-Alpes-Côte d’Azur. Hauptort war Orgon. Die landesweiten Änderungen in der Zusammensetzung der Kantone brachten im März 2015 seine Auflösung.
Der Kanton war 170,00 km2 groß und hatte 25.706 Einwohner (Stand 2012).

## Gemeinden
| Gemeinde     | Einwohner (Stand: 2022) | Code postal | Code Insee |
| ------------ | ----------------------- | ----------- | ---------- |
| Cabannes     | 4576                    | 13440       | 13018      |
| Eygalières   | 1740                    | 13810       | 13034      |
| Mollégès     | 2651                    | 13940       | 13064      |
| Orgon        | 2662                    | 13660       | 13067      |
| Plan-d’Orgon | 3562                    | 13750       | 13076      |
| Saint-Andiol | 3369                    | 13670       | 13089      |
| Sénas        | 6829                    | 13560       | 13105      |
| Verquières   | 775                     | 13670       | 13116      |